# Air Midwest
Air Midwest – amerykańska regionalna linia lotnicza z siedzibą w Wichita, w stanie Kansas. Głównym węzłem jest Port lotniczy Kansas City.